# Ministeri de Defensa d'Espanya
El Ministeri de Defensa d'Espanya és un dels departaments ministerials en els quals s'organitza l'Administració General de l'Estat, el titular del qual és el ministre o la ministra de Defensa. S'encarrega de la política de defensa, la policia militar i les forces armades.
L'actual titular del ministeri és Margarita Robles Fernández.

## Història
Entre els anys 1808 i 1834 existia a Espanya la Secretaria de Despatx de Guerra que convertida llavors en el Ministeri de Guerra va existir amb aquesta denominació fins a l'any 1937. De forma anàloga, existia el Despatx de Marina que el 1851 va convertir-se en el Ministeri de Marina i que es va unir al de Guerra durant el primer any de la Guerra Civil espanyola per formar el Ministeri de Defensa Nacional.
El 1939 amb la instauració de la dictadura del general Francisco Franco es van crear tres departaments per dirigir les Forces Armades: el Ministeri de l'Exèrcit, el Ministeri de Marina i el Ministeri de l'Aire.
El president del Govern d'Espanya, Adolfo Suárez, va crear durant la Transició, l'any 1977, el Ministeri de Defensa que va suposar la fusió dels tres anteriors departaments.
Des de l'aprovació de la Constitució Espanyola de 1978, es tracta de l'únic ministeri espanyol que ha mantingut la seva denominació original.

## Funcions
Al Ministeri de Defensa li corresponen totes les competències i atribucions com a òrgan encarregat de l'ordenació, coordinació i execució de les directrius generals del Govern d'Espanya sobre política de defensa.
Formula el Pla Estratègic Conjunt (PEC) i determina l'Objectiu de Força Conjunt (OFC). L'OFC és enviat al govern espanyol perquè l'aprove.
Segons la Constitució Espanyola de 1978 el rei d'Espanya és el comandant en cap de tots els exèrcits i el qual pot declarar la guerra i fer la pau; però li correspon al poder civil representat pel ministeri de Defensa determinar:
- Les polítiques de defensa.
- Les grans aliances militars.
- La conducció de la guerra.
- L'assignació dels quantitats destinades pels Pressupostos Generals d'Espanya.

Quatre han estat els eixos que han seguit els diferents ministres:
- Consolidar la supremacia del poder civil sobre el militar.
- Integrar als diferents exèrcits en estructures de defensa internacionals, especialment l'OTAN.
- Escometre la reforma de la professió militar i la reducció d'oficials (no aconseguida encara a principis del segle xxi).
- Modernitzar el material. Aquest últim apartat ha resultat especialment complicat pels pressupostos destinats a defensa, havent de sol·licitar ajuda a altres ministeris com el d'Indústria i carregant algunes partides a altres programes com el d'investigació i desenvolupament.

Alguns dels grans canvis aconseguits per aquest ministeri ha estat:
- La integració dels militars espanyols en organitzacions com l'OTAN o la Unió Europea Occidental.
- La participació d'Espanya en missions de pau de l'ONU, especialment mitjançant la seva participació en els Cascos Blaus de les Nacions Unides.
- La reforma de les estructures militars.
- El Programa FACA.
- El Pla d'Alta Mar.
- El Programa Tigre.
- El Programa Leopard.

## Estructura
L'estructura orgànica del ministeri està determinada per una sèrie de normes, reials decrets: RD 1/1987 d'1 de gener, RD 408/1988 de 29 d'abril, RD 351/1989 de 7 d'abril, RD 619/1990 de 8 de maig, RD 1145/1990 de 7 de setembre, Rd 764/1992 i RD 839/1996 de 10 de maig.
El ministeri s'estructura en els següents òrgans superiors:
- Estat Major de la Defensa[4]
  - Estat Major de l'Exèrcit de Terra
  - Estat Major de l'Armada
  - Estat Major de l'Excèrcit de l'Aire
- Secretaria d'Estat de Defensa[4]
  - Direcció General d'Armament i Material
  - Dirección General d'Afers Econòmics
  - Direcció General d'Infraestructura
  - Centre de Sistemes i Tecnologies de la Informació i les Comunicacions (CESTIC)
  - Institut Nacional de Tècnica Aeroespacial Esteban Terradas
  - Institut d'Habitatge, Infraestructura i Equipament de la Defensa
  - Empresa pública Ingeniería de sistemas para la Defensa
  - Junta d'Alienació de Béns Mobles i Productes de Defensa
- Sotssecretaria de Defensa[4]
  - Secretaria General Tècnica
  - Direcció General de Personal
  - Direcció General de Reclutament i Ensenyament Militar
  - Subdirecció General de Règim Interior
  - Subdirecció General de Serveis Econòmics i Pagadories
  - Assessoria Jurídica General de la Defensa
  - Intervenció General de la Defensa
  - Inspecció General de Sanitat de la Defensa
- Secretaria General de Política de Defensa
  - Direcció General de Política de Defensa
  - Comissió Interministerial de Defensa
  - Secció Espanyola del Comitè Permanent Hispano-Nord-americà
  - Comissió de Coordinació de l'Activitat Internacional del Ministeri de Defensa

Depenen directament del ministre: la Guàrdia Civil, el Centre Superior d'Informació de la Defensa, la Direcció General de Política de Defensa, l'Oficina de Relacions Informatives i Socials de la Defensa i la Subdirecció d'Acció Cultural i Patrimoni Històric.
Hi ha, a més, els òrgans assessors i consultius: Junta de Caps d'Estat Major, Consell Superior de l'Exèrcit, el Consell Superior de l'Armada, el Consell Superior de l'Exèrcit de l'Aire, la Junta Superior dels Cossos Comuns de les Forces Armades i el Consell de Direcció del Ministeri. Compta amb un Gabinet i un Gabinet Tècnic per assessorar-lo i assistir-lo de manera immediata, ambdós òrgans amb rang de Direcció General.

## Llista de ministres
| #  | Legislatura | Nom                    | Nom                        | Inici mandat           | Fi mandat              | Partit polític            | Partit polític                   |
| -- | ----------- | ---------------------- | -------------------------- | ---------------------- | ---------------------- | ------------------------- | -------------------------------- |
| 1  | Constituent |                        | Manuel Gutiérrez Mellado   | 4 de juliol de 1977    | 6 d'abril de 1979      |                           | Militar                          |
| 2  | I           |                        | Agustín Rodríguez Sahagún  | 5 de juliol de 1977    | 26 de febrer de 1981   | Unió de Centre Democràtic |                                  |
| 3  | I           |                        | Alberto Oliart Saussol     | 26 de febrer de 1981   | 3 de desembre de 1982  | Unió de Centre Democràtic |                                  |
| 4  | II          |                        | Narcís Serra i Serra       | 3 de desembre de 1982  | 26 de juliol de 1986   |                           | Partit Socialista Obrer Espanyol |
| 4  | III         | 26 de juliol de 1986   | Narcís Serra i Serra       | 6 de desembre de 1989  |                        |                           | Partit Socialista Obrer Espanyol |
| 4  | IV          | 7 de desembre de 1989  | Narcís Serra i Serra       | 12 de març de 1991     |                        |                           | Partit Socialista Obrer Espanyol |
| 5  | IV          |                        | Julián García Vargas       | 12 de març de 1991     | 13 de juliol de 1993   |                           | Partit Socialista Obrer Espanyol |
| 5  | V           | 13 de juliol de 1993   | Julián García Vargas       | 3 de juliol de 1995    |                        |                           | Partit Socialista Obrer Espanyol |
| 6  | V           |                        | Gustavo Suárez Pertierra   | 3 de juliol de 1995    | 5 de maig de 1996      |                           | Partit Socialista Obrer Espanyol |
| 7  | VI          |                        | Eduardo Serra Rexach       | 5 de maig de 1996      | 27 d'abril de 2000     |                           | Partit Popular                   |
| 8  | VII         |                        | Federico Trillo-Figueroa   | 28 d'abril de 2000     | 18 d'abril de 2004     |                           | Partit Popular                   |
| 9  | VIII        |                        | José Bono Martínez         | 18 d'abril de 2004     | 7 d'abril de 2006      |                           | Partit Socialista Obrer Espanyol |
| 10 | VIII        |                        | José Antonio Alonso Suárez | 7 d'abril de 2006      | 14 d'abril de 2008     |                           | Partit Socialista Obrer Espanyol |
| 11 | IX          |                        | Carme Chacón i Piqueras    | 14 d'abril de 2008     | 22 de desembre de 2011 |                           | Partit Socialista Obrer Espanyol |
| 12 | X           |                        | Pedro Morenés Eulate       | 22 de desembre de 2011 | 21 de desembre de 2015 |                           | Partit Popular                   |
| 12 | XI          | 22 de desembre de 2015 | Pedro Morenés Eulate       | 3 de novembre de 2016  |                        |                           | Partit Popular                   |
| 13 | XII         |                        | María Dolores de Cospedal  | 4 de novembre de 2016  | 7 de juny de 2018      |                           | Partit Popular                   |
| 14 | XII         |                        | Margarita Robles Fernández | 7 de juny de 2018      | 21 de maig de 2019     |                           | Independent                      |
| 14 | XIII        | 21 de maig de 2019     | Margarita Robles Fernández | 13 de gener de 2020    |                        |                           | Independent                      |
| 14 | XIV         | 13 de gener de 2020    | Margarita Robles Fernández | En el càrrec           |                        |                           | Independent                      |

## Cronologia
- 1808: Existència de la Secretaria de Despatx de Guerra i el Despatx de Marina.
- 1834: Es crea el Ministeri de Guerra.
- 1851: Es crea el Ministeri de Marina.
- 1936: Es suprimeixen els Ministeris de Guerra i de Marina i es crea el Ministeri de Defensa Nacional.
- 1939: Se suprimeix el Ministeri de Defensa Nacional i es creen els Ministeris de l'Exèrcit i de l'Aire i es recupera el Ministeri de Marina.
- 1977: Se suprimeixen els Ministeris de l'Exèrcit, de Marina i de l'Aire i es crea el Ministeri de Defensa.